# 11e régiment de cuirassiers

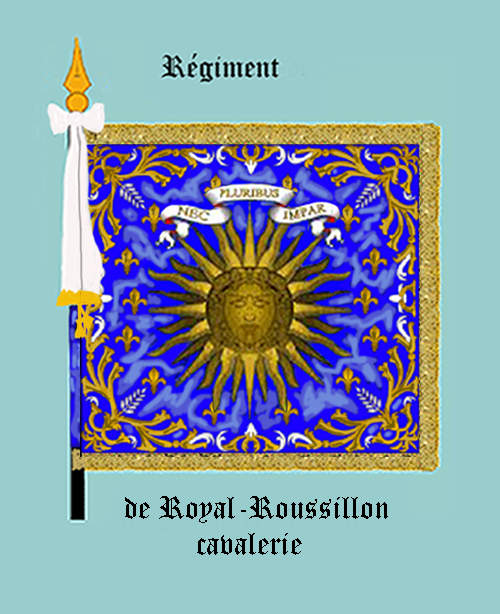
Standarte von Royal-Roussillon (Vorderseite)

Das Régiment Royal-Roussillon cavalerie (zuletzt als 11e régiment de cuirassiers) war ein Regiment der schweren Kavallerie, aufgestellt im Königreich Frankreich während des Ancien Régime.

## Aufstellung und signifikante Änderungen
- 13. Oktober 1652 : Aufstellung des Régiment de Montclar-Catalan cavalerie
- 18. April 1661 : bis auf die Leibkompanie entlassen
- 7. Dezember 1665 : Wiederaufstellung des Regiments
- 10. Januar 1668 : Aufteilung des Regiments, vier Kompanien wurden abgegeben
- 1. April 1668 : Umbenennung in Régiment Royal-Roussillon cavalerie
- 1. Dezember 1761 : Eingliederung des Régiment de Balincourt cavalerie[1]
- 1. Januar 1791 : Umbenennung in 11e régiment de cavalerie
- 24. September 1803 : Umwandlung in ein Kürassierregiment: 11e régiment de cuirassiers
- 18. Dezember 1815 : Auflösung – Eingliederung des Personals in das Regimente Cuirassiers d'Orléans
- Das Datum der später erfolgten Wiederaufstellung ist nicht bekannt.
- 1917 : Umwandlung in ein Kavallerie-Schützenregiment und Umbenennung in 11e régiment de cuirassiers à pied (11. Kürassierregiment zu Fuß) und Zuteilung zur 1er division de cavalerie à pied (1. Kavalleriedivision zu Fuß)
- 1940 : Auflösung
- 1944 : Wiederaufstellung
- 1999 : Eingliederung in das verstärkte „1er - 11e régiment de cuirassiers“

## Mestres de camp/Colonels/Chefs de brigade
Mestre de camp war die Rangbezeichnung für den Regimentsinhaber und/oder den tatsächlichen Kommandanten. Sollte es sich bei dem Mestre de camp um eine Person des Hochadels handeln, die an der Führung des Regiments kein Interesse hatte (wie z. B. der König oder die Königin) so wurde das Kommando dem Mestre de camp lieutenant (oder Mestre de camp en second) überlassen. Die Bezeichnung Colonel wurde von 1791 bis 1793 und ab 1803 geführt, von 1793 bis 1803 verwendete man die Bezeichnung Chef de brigade. Ab 1791 gab es keine Regimentsinhaber mehr.
- 1. April 1668 : Joseph de Pons de Guimera, baron de Montclar
- 23. August 1675 : Marquis de Montfort
- 29. August 1693 : Jean-Baptiste Gaston de Choiseul, comte d’Hostel, dann marquis de Praslin
- 29. Januar 1702 : De Bullion, marquis de Bonnelles
- 1706 : De Chemereuil
- 22. September 1706 : Jean-Baptiste François de Joanne de La Carre, comte de Saumery
- 22. März 1718 : Louis-Charles-César Le Tellier, marquis de Courtanvaux dann comte, dann duc d’Estrées
- 16. April 1738 : Emmanuel, prince de Croï-Solre
- Mai 1748 : Louis Léon Félicité de Brancas, comte de Lauragais
- 3. August 1758 : Charles François César Le Tellier, marquis de Montmirail
- 24. Dezember 1764 : Louis Joseph Le Tellier, marquis de Louvois
- 24. April 1781 : Louis Hercule Timoléon de Cossé, duc de Brissac
- 2. April 1786 : Antoine Louis, marquis de Wignacourt
- 25. Juli 1791 : Toussaint Joseph, chevalier de Lardemelle
- 10. Juni 1792 : François Ligonier
- 22. September 1792 : Jacques Auguste Michel Marie Clapiers de Collonges
- 16. September 1794 : Anne Marie Louis Guillot Desbordelières
- 20. November 1801 : Albert Louis Emmanuel Fouler
- 31. Dezember 1806 : Antoine Constant Dioville Brancas († in der Schlacht bei Wagram)
- 1. Juni 1809 : Pierre Alexis Duclaux
- 3. September 1813 : François Nicolas Lefebvre
- 1814–1815 : Colonel Gaspard Hug
- 13. April 1815 : Colonel Courtier
- 1892 : Colonel Delafont

((...))
- 1947–1950 : Colonel Bernard Madelin
- 1991–1993 : Colonel Sechet
- 1993–1995 : Colonel Jean-Claude Godart
- 1995–1997 : Colonel Lambert
- 1997–1999 : Colonel Jean-Jacques Bart

### Uniformierung

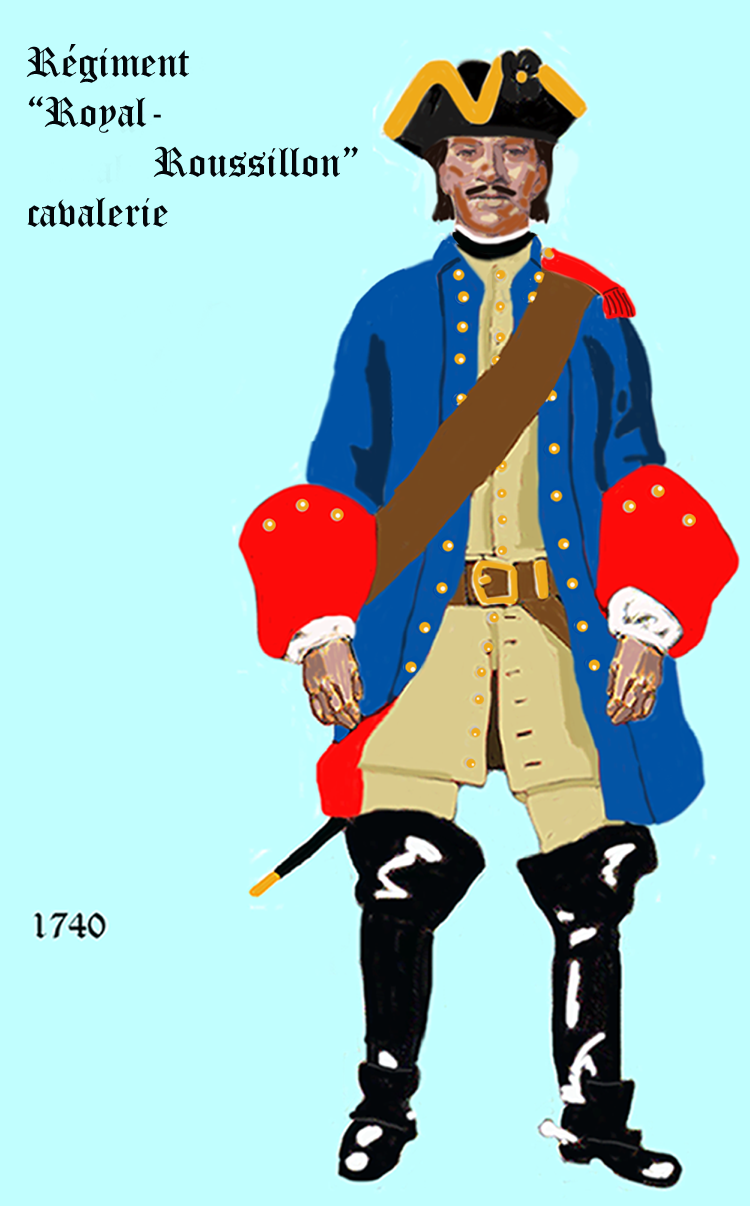
Régiment Royal-Roussillon cavalerie 1740 bis 1757
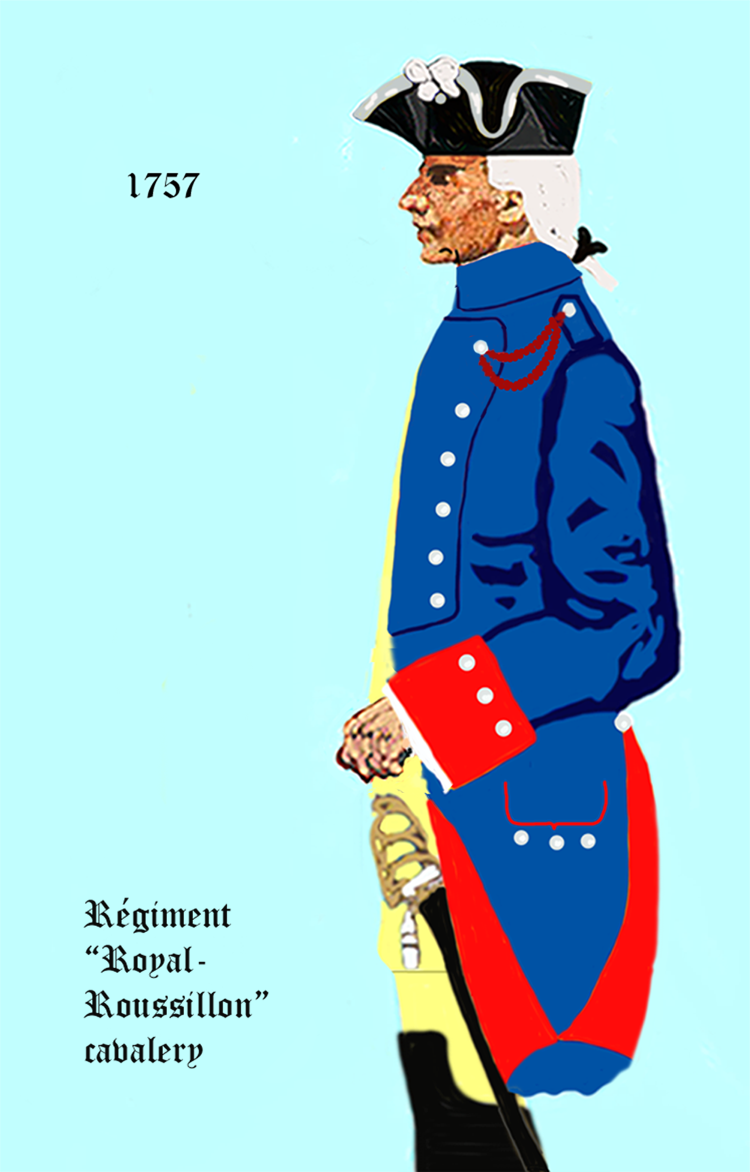
Régiment Royal-Roussillon cavalerie 1757 bis 1762
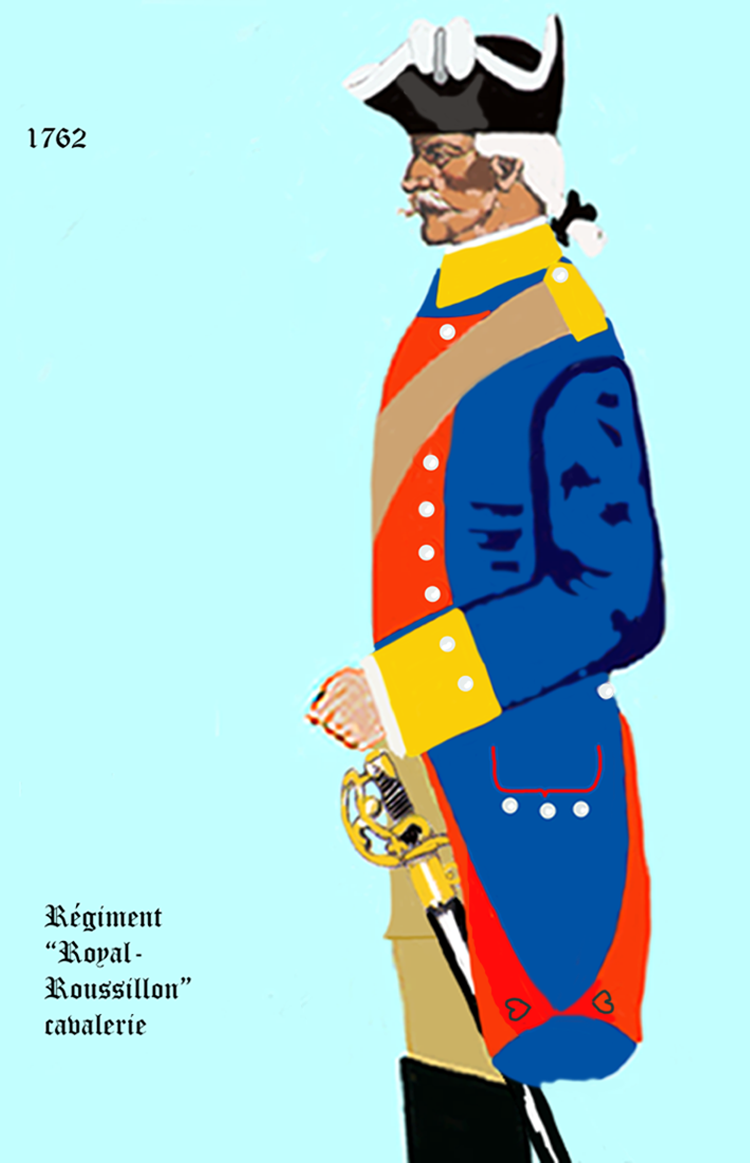
Régiment Royal-Roussillon cavalerie 1762 bis 1767
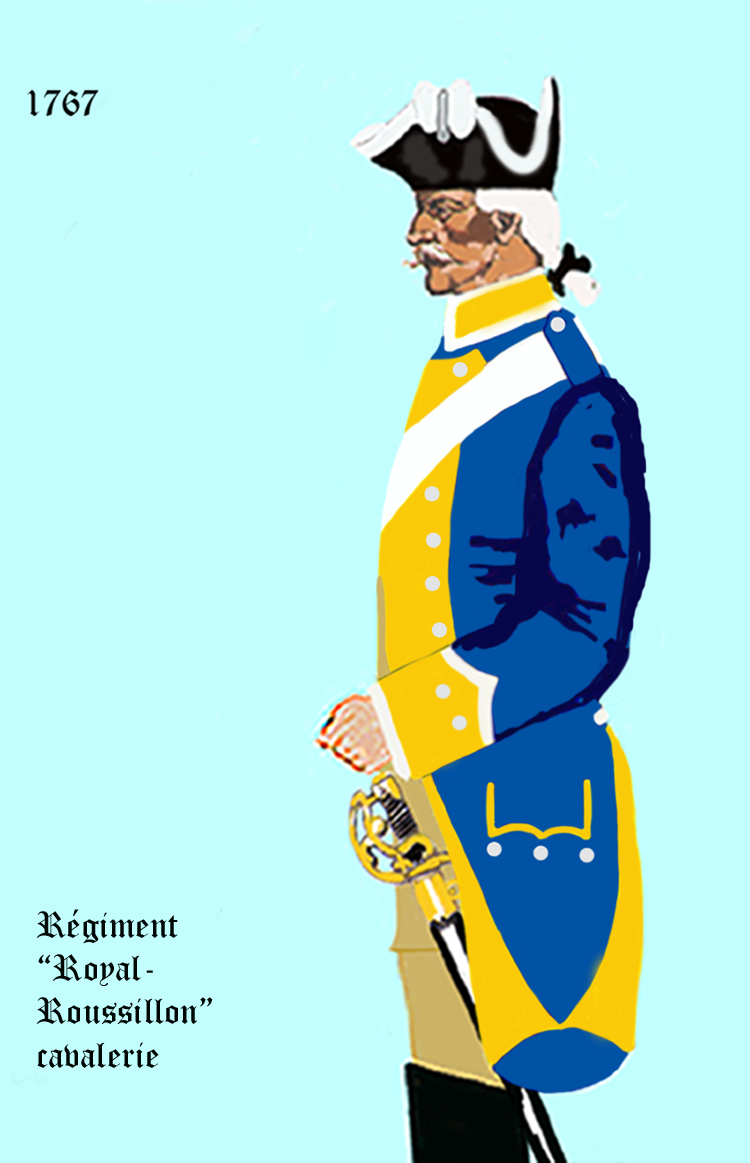
Régiment Royal-Roussillon cavalerie 1767 bis 1776
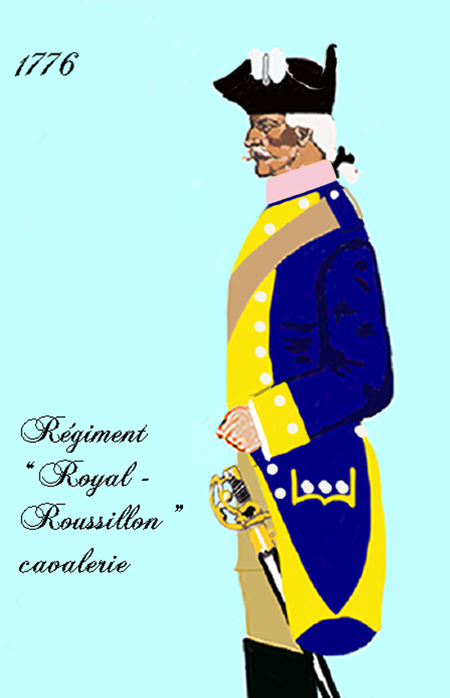
Régiment Royal-Roussillon cavalerie 1776 bis 1779
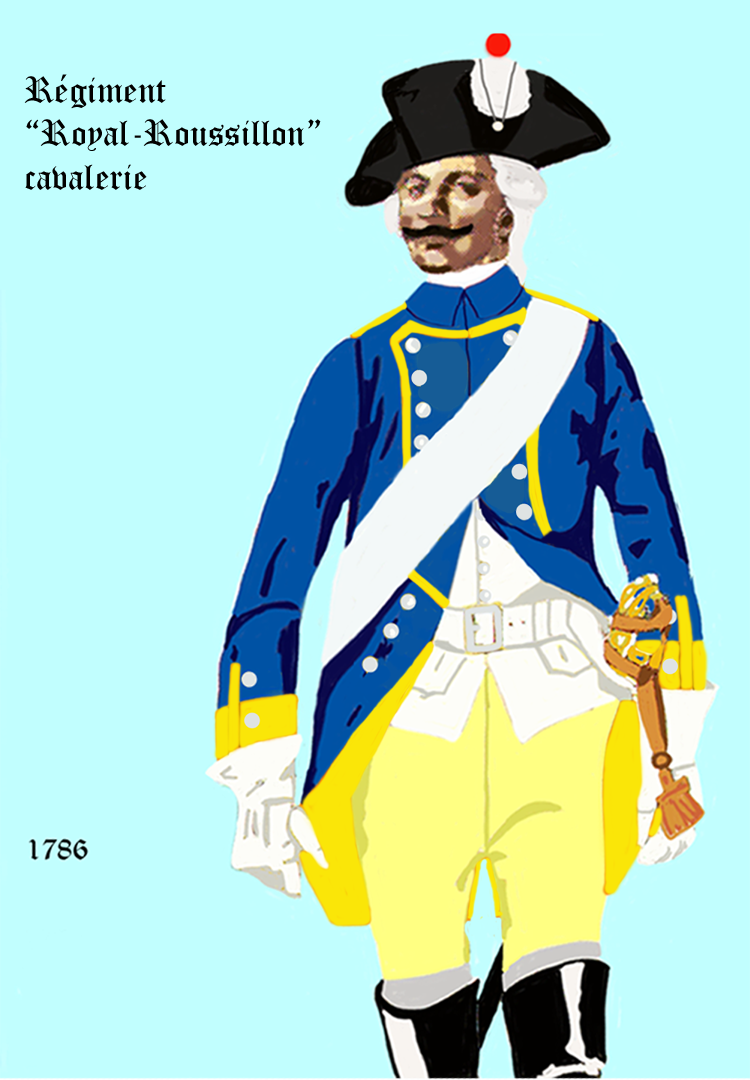
Régiment Royal-Roussillon cavalerie 1786 bis 1791
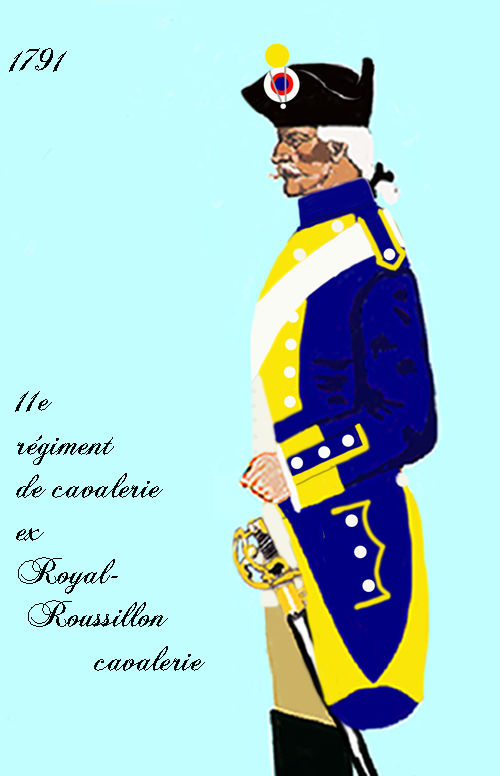
11e Régiment de cavalerie 1791 (Zeitweilig)
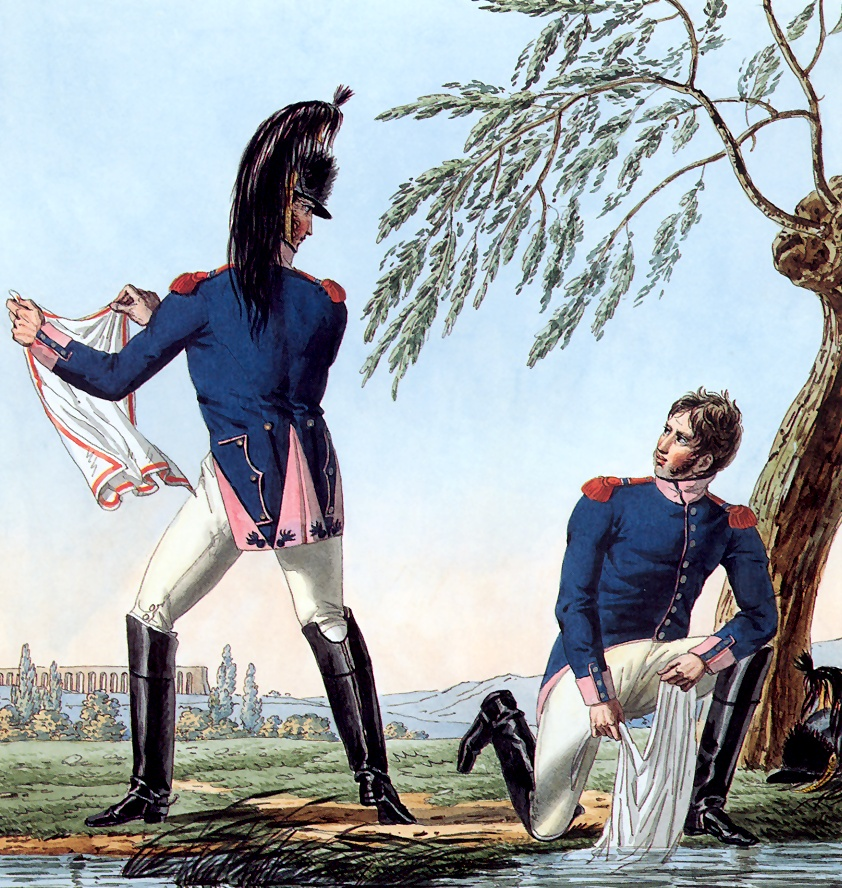
11e régiment de cuirassiers der Grande Armée, Illustration von Carle Vernet aus der Serie La grande armée de 1812

## Geschichte
Das Regiment war an den folgenden Kriegen beteiligt:
- Französisch-Spanischer Krieg (1635–1659)
- Devolutionskrieg (1667–1668)
- Holländischer Krieg (1672–1678)
- Reunionskrieg (1683–1684)
- Pfälzischer Erbfolgekrieg (1688–1697)
- Spanischer Erbfolgekrieg (1701–1714)
- Krieg der Quadrupelallianz (1717–1720)
- Polnischer Thronfolgekrieg (1733–1738)
- Österreichischer Erbfolgekrieg (1740–1748)
- Koalitionskriege
- Erster Weltkrieg
- Zweiter Weltkrieg

### Französisch-Spanischer Krieg
Mit dem 13. Oktober 1652 erhielt der Baron de Montclair, ein katalanischer Edelmann in französischem Diensten, ein Patent zur Aufstellung eines Kavallerieregiments. Die Reiter kamen aus den östlichen Pyrenäen, das Regiment erhielt den Namen „Régiment de Montclar-Catalan cavalerie“ und zählte zur „Fremdenkavallerie“. Im folgenden Jahr wurde es der „Armée de Picardie“ zugeteilt und war an der Einnahme von Vervins, Rethel und Mouzon beteiligt. Im Jahre 1654 stand es bei den Belagerungstruppen von Stenay und Arras, 1655 vor Landrecies, Condé und Saint-Ghislain, sowie 1656 bei Operationen im Umfeld von Valenciennes. 1659 bestand das Regiment aus neun Kompanien und wurde bei der Belagerung von Montmédy, Saint-Venant, Ardres, und La Mothe eingesetzt.
- 1658 Schlacht in den Dünen

Am 18. April 1661 wurde das „Régiment de Montclar-Catalan cavalerie“ bis auf die Leibkompanie aufgelöst. Diese Kompanie diente am 7. Dezember 1665 als Stamm bei der Wiedererrichtung des Regiments zu vier und dann zu acht Kompanien.

### Devolutionskrieg
Es diente 1667 bei den Kämpfen in Flandern. Am 10. Januar 1668, während der Vorbereitung zur Verlegung in die Franche-Comté, wurde das Regiment aufgeteilt. Vier Kompanien verblieben in der alten Einheit, die anderen vier wurden zur Aufstellung des „Régiment de Bartillat cavalerie“ verwendet, das weiterhin in Flandern verblieb. Zurück aus der Franche-Comté wurde es am 1. April des gleichen Jahres in Lille reorganisiert und zu neun Kompanien unter dem neuen Namen „Régiment de Royal-Roussillon cavalerie“ in die französische Armee eingegliedert. Mestre de camp war jetzt der König selbst, Baron Montclar wurde zum Mestre de camp-lieutenant.

### Holländischer Krieg
Am 4. Februar 1672 wurde das Regiment auf sechs Kompanien reduziert und in Holland eingesetzt. Die Überwinterung zum Jahr 1673 erfolgte im Kurfürstentum Köln. Im gleichen Jahr erfolgte die Einschließung von Maastricht und anschließend der Feldzug unter Maréchal Turenne nach Brandenburg.
Im Jahre 1674 zog das Regiment zum zweiten Feldzug in die Franche-Comté, um dann unter Turenne an den Kämpfen bei Eguisheim und Mülhausen teilzunehmen. 1675 Gefecht bei Turckheim. Es diente dann weiter in Deutschland bis zum Frieden von Nimwegen, ohne an weiteren wichtigen Kampfhandlungen beteiligt gewesen zu sein. Im Jahre 1681 wurde die Einheit in ein Feldlager im oberen Elsaß verlegt, das sie noch im gleichen Jahr mit anderen Truppen verließ, um in das Piémont zu ziehen, wo Casal Cermelli besetzt wurde.

### Reunionskrieg

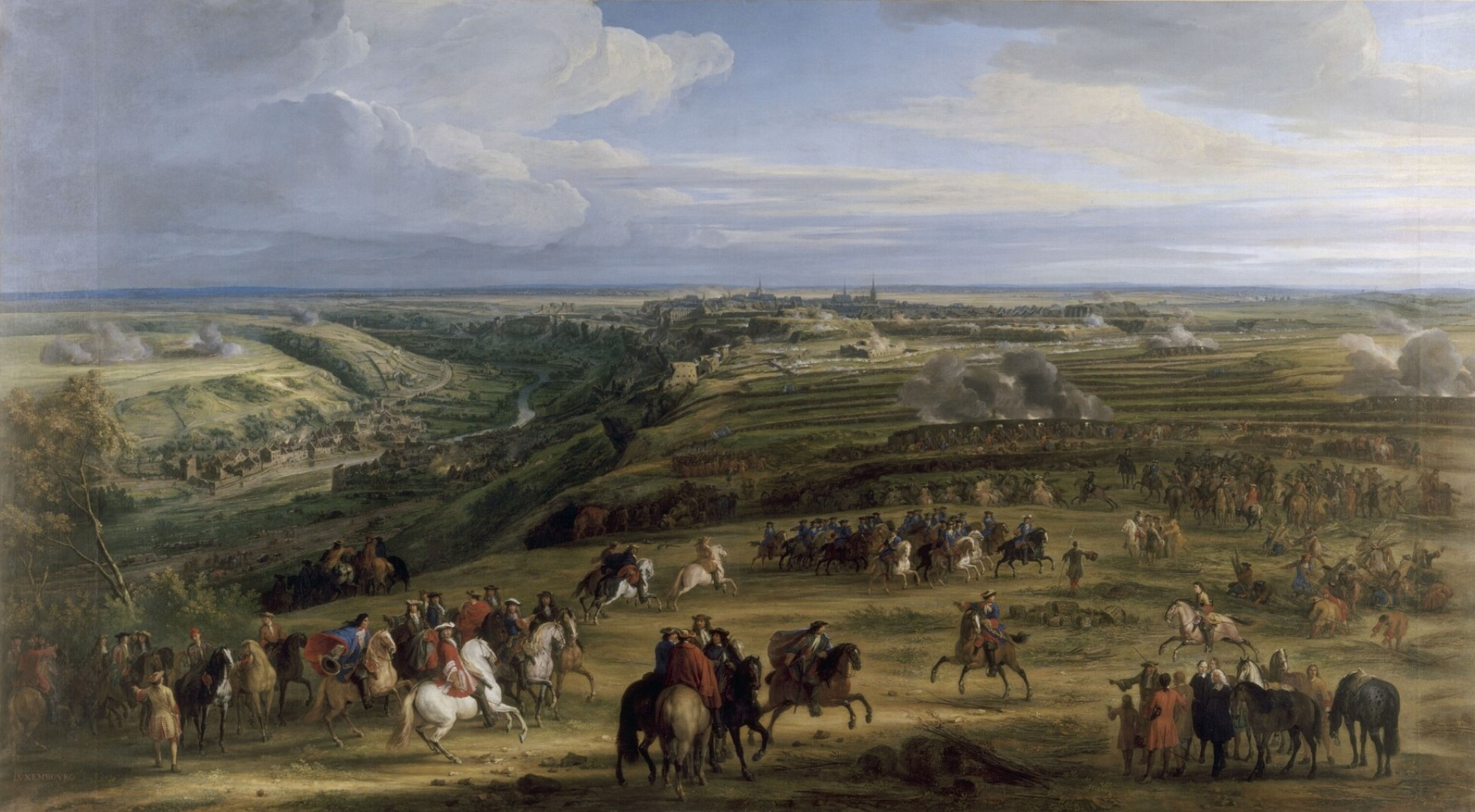
Einnahme von Luxemburg

- Belagerung von Luxemburg (1684), dann von 1685 bis 1688 im Lager an der Saône

### Pfälzischer Erbfolgekrieg
1688 Verlegung nach Deutschland mit Belagerung von Philippsburg, von Mannheim und von Frankenthal.
1690 Verlegung nach Flandern. Schlacht bei Fleurus
1691 bei Mons und Gefecht bei Leuze-en-Hainaut, 1692 Belagerung von Namur und Charleroi, Schlacht bei Steenkerke
- 1693 Schlacht bei Neerwinden, hier wurde der Mestre de camp, der Marquis de Montfort bei einer Attacke an der Spitze der Carabiniers-Kompanie tödlich verwundet.

Das Regiment verblieb für die beiden folgenden Feldzüge in den Spanischen Niederlanden mit einem Gefecht bei Boneffe 1695. Den Krieg beendete es in der „Armée du Rhin“ (Rheinarmee). 1698 stand es im Lager von Compiègne.

### Spanischer Erbfolgekrieg
Im Dezember 1700 erfolgte die Verlegung nach Italien, wo die Einheit im folgenden Jahr an den Kämpfen bei Carpi und bei Chiari beteiligt war. Den Winter verbrachte sie in Cremona. In der Schlacht bei Cremona konnte sie sich nicht auszeichnen – (Prinz Eugen von Savoyen überraschte die Franzosen vollkommen und konnte sogar den Maréchal François de Neufville, duc de Villeroy gefangen nehmen.) Mehr Erfolg hatten die Reiter dann im Gefecht bei Luzzara. Sie kämpften 1703 in der Attacke bei Ostiglia und bei La Mirandola und waren 1704 an der Belagerung von Vercelli, Ivrea und Verrue. beteiligt. Letztere zog sich in das Jahr 1705 hin. Im gleichen Jahr wurde der Mestre de camp des Regiments der Marquis de Praslin in der Schlacht bei Cassano tödlich verwundet. Sein Nachfolger, der Marquis de Bonnelles, wurde am 6. November im Gefecht bei Asti verwundet. Nach der Schlacht bei Turin im Jahre 1706 gerieten Teile des Regiments bei der Escorte eines Konvois mit dem Mestre de camp bei Piannezza in Gefangenschaft.
1707 wieder zur Rheinarmee kommandiert nahmen die Reiter an allen Unternehmungen von Maréchal Villars in Franken und in Schwaben teil. 1708 wurde das Regiment nach Flandern abkommandiert, wo es an den Niederlagen in der Schlacht bei Oudenaarde und der Schlacht bei Malplaquet, sowie am Sieg in der Schlacht bei Denain beteiligt waren.
1713 Belagerung von Freiburg im Breisgau und Landau (Pfalz).
Mit der „Armée d'Espagne“ (Spanienarmee) war das Regiment Royal-Roussillon 1719 an der Einnahme von Fontarabie, San Sebastian, Urgell und Roses beteiligt. 1727 stand es im Feldlager an der Mosel und 1730 an der Maas. 1733 war es zur „Armée du Rhin“ detachiert und nahm an der Belagerung von Kehl und Worms, den Gefechten bei Ettlingen (Mai 1734), der Belagerung von Philippsburg (Juni/Juli 1734) und dem Gefecht bei Klausen (20. Oktober 1735) teil. Nach dem Friedensschluss wurde es in Lille in Garnison gelegt.

### Österreichischer Erbfolgekrieg
Mit Beginn des Krieges 1741 wurde das Royal-Roussillon der „Armée de la Meuse“ (Maasarmee) zugeteilt. Mit dieser operierte es in Westfalen und führte Aufklärungen in der Provinz Gelderland durch. 1742 marschierte es zur Unterstützung der „Armée de Bohême“ (Armee in Böhmen) mit Gefechten bei Ellenbogen und Kadaň. Teilnahme an der Belagerung von Prag. 1743 lag das Regiment in Braunau am Inn und führt von hier aus Aufklärungen in der Gegend um Salzburg durch. Es war dann als Nachhut beim Rückzug der französischen Truppen zum Rhein eingesetzt. Den folgenden Winter verbrachte es in Sedan, Donchery und Mouzon. Die Jahre darauf stand das Regiment in Flandern und kämpfte in der:
- Schlacht bei Fontenoy

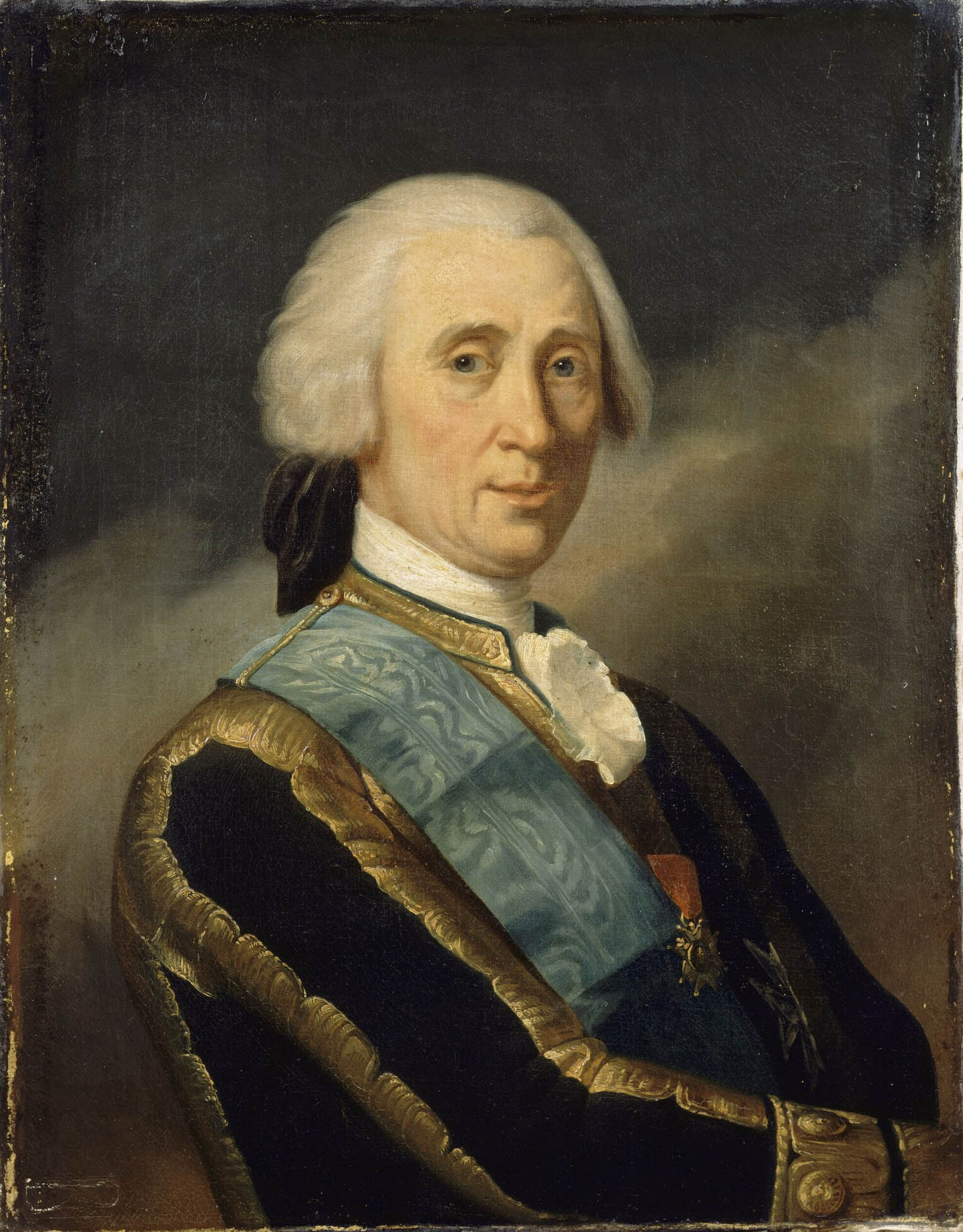
Mestre de camp Prince de Croÿ-Solre

Nach dieser Schlacht sprach der König dem Regiment Royal-Roussillon und dessen Chef, dem Prince de Croÿ-Solre seine Zufriedenheit aus.
- Schlacht bei Roucoux,
- Schlacht bei Lauffeldt

In der Schlacht bei Lauffeldt zerstörten die Reiter vier Kanonen und schlugen ein hessisches Regiment in die Flucht. Danach wurde es zur Belagerung von Bergen op Zoom kommandiert, wo es mehrfach Detachements feindlicher Husaren vertrieb. Den Winter verbrachte es in Brüssel und zog von dort zur Belagerung von Maastricht.
Nach dem Friedensschluss stand das Regiment 1751 in Sarrebourg, Verdun und Vaucouleurs, 1754 in Landrecies in Garnison. Danach wurde es nach Pont-Audemer und in das Camp d'Aimeries verlegt.
Weitere Garnisonen waren Amiens und Châlons-sur-Marne 1756, sowie Haguenau und Landau (Pfalz) 1757. Von dort aus nahm es unter Maréchal Estrees, marquis de Courtanvaux am Feldzug in Deutschland teil.

### Siebenjähriger Krieg
- Schlacht bei Hastenbeck,
- Schlacht bei Krefeld und Schlacht bei Lutterberg
- Schlacht bei Minden, Gefechte bei Hannover und Celle.

1759 zurück in Frankreich wurde das Winterquartier in Louviers bezogen und das Regiment wieder aufgefüllt. Im folgenden Jahr kehrte es zur Armee zurück und kämpfte dann im Gefecht bei Korbach, der Schlacht bei Warburg und der Schlacht bei Kloster Kampen, sowie 1761 in der Schlacht bei Vellinghausen.
Am 26. März 1763 wurde das aufgelöste Regiment Balincourt eingegliedert. Royal-Roussillon stand in diesem Jahr in Bourges und Cambrai in Garnison, 1764 in Niort und Auch, 1765 in Montauban, 1766 in Thionville, 1768 in Gray (Haute-Saône), 1770 in Schlettstadt, 1771 in Saint-Mihiel, 1772 in Hesdin, 1774 in Fougères, 1776 in Sedan, 1778 in Clermont, 1779 in Charleville, 1780–1783 in Douai, 1783–1785 in Guise, 1785–1788 in Amiens, Maubeuge und Givet, und 1788 in Saumur. Von hier aus wurde 1791 eine Escadron nach Vendôme und eine andere nach Saint-Jean-d’Angély abkommandiert.

### Koalitionskriege
- 1792 : Eine Escadron wurde nach Belfort abkommandiert, zwei Escadrons standen bei der Armée de la Moselle (Moselarmee) unter dem Kommando von Adam-Philippe de Custine und waren bei der Verteidigung von Belfort, der Kanonade bei Valmy und im Dezember an der Eroberung von Trier beteiligt.
- 1793 war das komplette Regiment in Belfort versammelt. Es folgten die Feldzüge der Jahre 1794 und 1795 mit der Armée du Rhin-et-Moselle (Rhein- und Moselarmee)
- 1796 wurde das Regiment zur Armée d'Italie (Italienarmee) versetzt und war 1797 am Übergang über den Tagliamento beteiligt. 1798 zog es mit dem General Bonaparte nach Rom und nach Neapel.

Bis 1802 blieb es in Italien, kehrte dann nach Frankreich zurück und wurde durch die Eingliederung der 3. Escadron des aufgelösten „19e régiment de cavalerie“ verstärkt. Danach folgten Garnisonen in Rouen, Évreux, Amiens, Abbeville, Aire-sur-la-Lys, Versailles und Landau (Pfalz).
- 1805: Schlacht bei Austerlitz

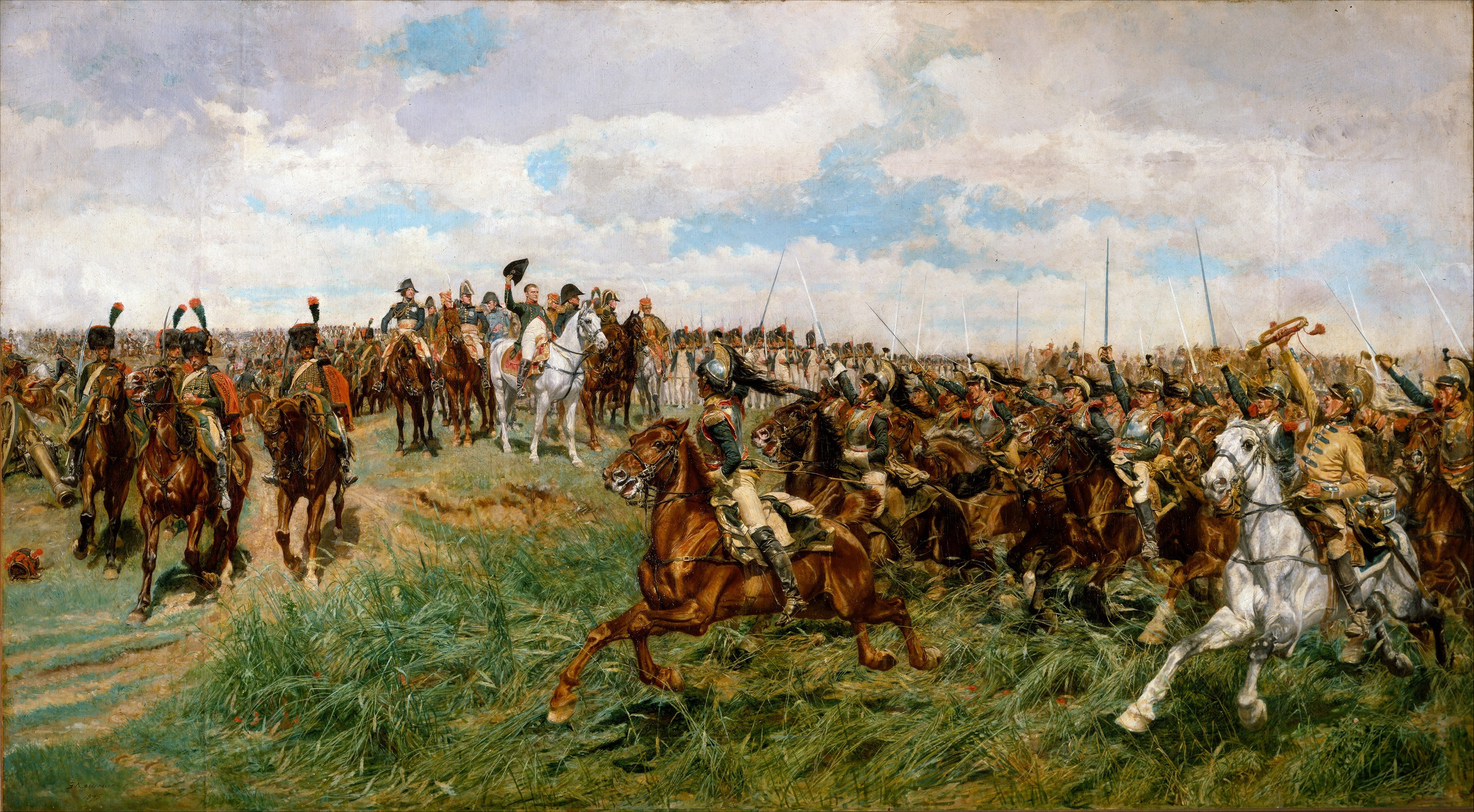
Das 11. Kürassierregiment bei Friedland

- 1806 bis 1808: dem 4. Kavalleriekorps zugeteilt
- 1807: Schlacht bei Eylau und Schlacht bei Friedland
- 1809: Schlacht bei Eckmühl, Schlacht bei Regensburg, Schlacht bei Wagram, Schlacht bei Aspern (In dieser Schlacht verlor das Regiment seinen Adler)
- 1809 und 1810: bei der „Armée du Rhin“ (Rheinarmee) und der „Armée d'Allemagne“ (Armee in Deutschland) dem 3. Kavalleriekorps bzw. dem 2. Reserve-Kavalleriekorps zugeteilt.

- 1810 nach Frankreich verlegt, gehörte es 1811 zum 1. Kavalleriekorps und lag das Jahr über in Thionville.

- 1812: Russlandfeldzug 1812 Zugeteilt zum Elbe-Observationskorps und zum 1. Kavalleriekorps der Grande Armée
  - Schlacht bei Borodino,
  - Schlacht bei Tarutino
- 1813: Feldzug in Deutschland – Schlacht um Dresden und Völkerschlacht bei Leipzig
- 1814: Feldzug in Frankreich (Zeitweilig mit dem 1. Kavalleriekorps in Hamburg in Garnison)

Schlacht bei Vauchamps und Schlacht bei Laon
- 1815: Feldzug in Belgien mit der 4. Reserve-Kavalleriedivsion
  - Schlacht bei Ligny. Das Regiment konnte die Fahne des 64. britischen Linien-Infanterieregiments erbeuten.
  - Schlacht bei Waterloo

### Zweites Kaiserreich
Im Deutsch-Französischen Krieg kämpfte das Regiment in der Schlacht bei Gravelotte und ging dann in den Wirren der französischen Niederlage unter.

### 1871 bis 1914
1871 wieder aufgestellt.

### Erster Weltkrieg

#### 1914–1916
Als Kavallerieverband mit verschiedenen Aufgaben betraut

#### 1917
Nach Abgabe der Pferde wurde das Regiment infanteristisch eingesetzt.
- Schlacht an der Aisne (1917)

Kämpfe bei Laffaux und bei Noyon.

#### 1918
- Schlacht an der Aisne (1918)
- Schlacht an der Marne (1918), Kämpfe in den Argonnen

### Zweiter Weltkrieg

#### Sitzkrieg
Im Februar 1940 bildete das „11erégiment de cuirassiers“ zusammen mit dem 12erégiment de chasseurs à cheval die „6ebrigade de cavalerie“ (6. Kavalleriebrigade), die wiederum ein Teil der neu aufgestellten „5edivision légère de cavalerie“ (5. Leichte Kavalleriedivision) war.
Planmäßig sollte die „5eDLC“ die Ardennen überqueren und sich der 2. Armee anschließen. Das Regiment war der Ostgruppe der Division zugewiesen.
Bei Ausbruch des Krieges lag das Regiment in Sedan. So lange er andauerte, kämpfte es im Rahmen seiner Möglichkeiten und wurde nach dem Waffenstillstand am 22. Juni 1940 als Teil der Armee des Vichy-Regimes in Lyon stationiert. Nach der Okkupation der bisherigen unbesetzten Zone durch die Deutschen 1942 wurde es aufgelöst.
Durch den Maquis im Vercors wurde es unter dem Commandant Geyer la Thivollet heimlich als Truppe der Résistance neu errichtet. Erwähnenswert ist die Teilnahme an den blutigen Kämpfen bei Vassieux im Juni 1944. Bei der Befreiung Frankreichs wurde das Regiment auch offiziell wieder aufgestellt und war an den Kämpfen beteiligt, so in der „1re division française libre“ (1. Freifranzösische Division) in der 1. Armee von général de Lattre de Tassigny.

### Nachkriegszeit
Im Jahre 1952 lag das „11e régiment de cuirassiers“ im Quartier Vienot in Orange in Garnison.
- 1. und 2. (leichte) Escadron ausgerüstet mit M24 Chaffee,
- 3. Escadron ausgerüstet mit M4 Sherman A1 E 8,
- 4. Escadron im Camp des Garrigues  in Nîmes, mit M4A1E8.

Die 4. Escadron war die erste, die 1954 mit dem Jagdpanzer AMX-13 ausgestattet wurde. Die 1. und die 2. Escadron erhielten gleichzeitig den Spähpanzer EBR-75

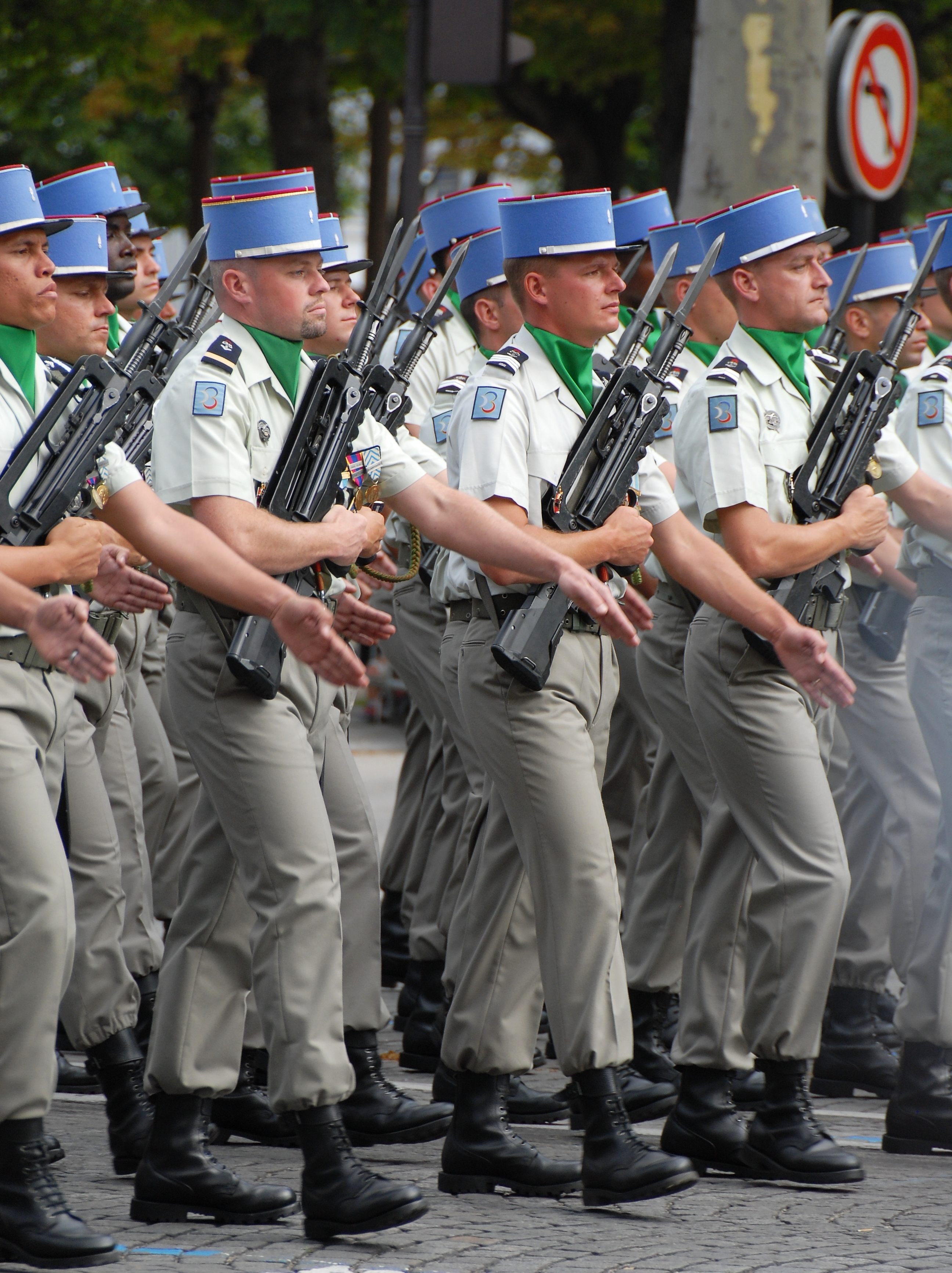
Kürassiere zur Parade 2007

Bei der Reformation der Landstreitkräfte im Jahre 1999 wurden die gepanzerten Kampfverbände verringert. Das 1er régiment de cuirassiers und das „11e régiment de cuirassiers“ wurden zum verstärkten „1er - 11e régiment de cuirassiers“ zusammengelegt. Gleichzeitig erfolgte die Ausrüstung mit dem Panzer Leclerc. Die Tradition des Regiments wurde von dem als Teil des neuen Verbandes agierenden „Group d'escadrons du 11e cuirassiers“ fortgesetzt. Im Jahre 2009 wurde diese Umstrukturierung wieder rückgängig gemacht. Das „1er - 11e régiment de cuirassiers“ wurde aufgelöst und das Personal zur Wiedererrichtung des 4e régiment de dragons verwendet.

## Ausstattung

### Standarten
Das Regiment führte während des Ancien Régime bis zu sechs Standarten aus blauer Seide. Im Zentrum die Sonne, darüber das Devisenband des Königs, Lilien. Alle Teile sind in Gold gestickt, ebenso sind die Fransen aus Gold.

### Inschriften auf der zuletzt geführten Standarte
In goldenen Lettern sind auf der Standarte die herausragenden Schlachten und Feldzüge aufgeführt, an denen das Regiment teilgenommen hat: Es ist die einzige Standarte bzw. Fahne der französischen Armee, die die Inschrift „VERCORS 1943–1944“ führt.
Das Fahnenband ist mit der Fourragère in den Farben des Croix de guerre 1914–1918 mit der Olive des Croix de guerre 1939–1945 dekoriert.

### Letzte Garnison
- Lille